# 1872 en philosophie
Chronologie de la philosophie
- 1868
- 1869
- 1870
- 1871
- 1872
- 1873
- 1874
- 1875
- 1876

L’année 1872 a été marquée, en philosophie, par les événements suivants :

## Publications
- La Naissance de la tragédie (Die Geburt der Tragödie), de Friedrich Nietzsche.

## Naissances
- 18 mai : Bertrand Russell, philosophe britannique, mort en 1970.
- 10 mai : Marcel Mauss, anthropologue et philosophe français, mort en 1950.

## Décès
- 24 janvier : Friedrich Adolf Trendelenburg, philosophe et philologue allemand, né en 1802, mort à 69 ans.
- 13 septembre : Ludwig Feuerbach, philosophe athée et matérialiste allemand, né en 1804, mort à 68 ans.